# Erich Haase (Fußballspieler)
Erich „Sohni“ Haase (* 20. Juni 1932 in Nordhausen; † 20. November 2020) war ein deutscher Fußballspieler, der mit BSG Turbine Halle im Jahre 1952 die Meisterschaft in der DDR-Oberliga errang und in beiden deutschen Staaten zum Nationalspieler wurde.

## Karriere

### Beginn und Oberliga in Halle, 1942–1953
Der fußballbegeisterte Vater Haase brachte seinen talentierten zehnjährigen Sohn in die Jugendabteilung des Gauligisten FC Wacker Halle. Nach dem Zweiten Weltkrieg spielte „Sohni“ Haase bei SG Halle-Glaucha, dem Nachfolgeverein des FC Wacker. Er gehörte zu den profiliertesten Jugendspielern Sachsen-Anhalts. Am 2. Juli 1950 gewann er mit ZSG Union Halle mit 6:2 das Finale um die Fußballmeisterschaft der Junioren. Den Sprung in die Stammbesetzung schaffte Erich Haase bei den „Blau-Weißen“ von Turbine Halle in der Saison 1950/51. Turbine belegte den 6. Platz. Das Sturmtalent Haase war in 17 Spielen mit zwei Toren daran beteiligt. Es war seine erste Senioren-Saison. Bereits mit 20 Jahren erlebte er den Triumph einer Landesmeisterschaft. Am Ende der Runde 1951/52, seiner zweiten im Seniorenbereich, feierte er – an der Seite von Otto Knefler, Herbert Rappsilber und Otto Werkmeister – den Gewinn der Meisterschaft in der DDR-Oberliga. Turbine Halle verwies VP Dresden und Chemie Leipzig auf die Plätze zwei und drei. Unter Trainer Alfred „Fred“ Schulz verwirklichte Turbine Halle die imponierende Auswärtsbilanz von 25:11 Punkten. Diese war ausschlaggebend für den Meisterschaftsgewinn. „Sohni“ Haase kam auf 33 Einsätze mit acht Toren. Beim 2:1-Sieg in Altenburg konnte er sich als Doppeltorschütze auszeichnen. Seine Schnelligkeit und sein Torschuss imponierten ebenso wie sein Ideenreichtum. Mit 20 Jahren stand er am Beginn einer großen Karriere. Sein routinierter Mitspieler Karl Gola äußerte sich folgendermaßen: „Erich Haase war schnell, wendig und galt als Riesentalent“. Der Rundenverlauf 1952/53 brachte den Titelverteidiger jedoch in Schwierigkeiten. Am Ende der Runde stand Turbine Halle auf dem 13. Tabellenplatz. Die Auswärtsbilanz von 8:24 Punkten verhinderte ein besseres Abschneiden. Ein weiteres Hindernis für den Erfolg stellte die fehlerhafte Aufstellung von Haase als Mittelläufer und Rappsilber als Linksaußen dar. Haase zeichnete sich dennoch als neunfacher Torschütze in 27 absolvierten Spielen aus. Opfer der Turbulenzen wurde Trainer Fred Schulz. Er wurde am 10. April 1953 entlassen.
Von 1950 bis 1953 kam Erich Haase auf 77 Oberliga-Spiele mit 19 Toren.

### Auswahlberufungen, 1953
Am 7. Mai 1953 trug die DDR das erste B-Länderspiel aus. Beim 3:0-Erfolg gegen Polen in Leipzig zeichnete sich „Sohni“ Haase als zweifacher Torschütze auf der Mittelstürmerposition aus. Nach erhaltener Berufung nahm Erich Haase am 14. Juni in Dresden am Spiel der Fußballnationalmannschaft der DDR gegen Bulgarien teil, das mit einem 0:0 endete. Sein drittes Auswahlspiel stellte die Begegnung der Nachwuchsnationalmannschaften von DDR und Tschechoslowakei dar, die am 5. Juli in Chemnitz stattfand. Nach dem Volksaufstand vom 17. Juni 1953 fand kein weiteres Länderspiel mehr statt. Nach einer Niedersachsentournee – mit Spielen in Hannover, Fallersleben und Oldenburg – wechselte Erich „Sohni“ Haase im September 1953 mit seinen Mannschaftskameraden Otto Knefler, Günter Heyse und Horst Ebert sowie Halles Ex-Trainer Fred Schulz in die Oberliga Nord zu Werder Bremen.

## Die Fortsetzung der Karriere in Westdeutschland
In Bremen hatte der „Zonenflüchtling“ anfangs mit Umstellungsproblemen zu kämpfen, kam zudem in einer Zeit dorthin, als der Verein wegen unerlaubter Zahlungen („Affäre Willi Schröder“) in erhebliche Schwierigkeiten geriet. So folgte Haase einem Angebot des West-Zweitligisten SSV 04 Wuppertal, kehrte aber noch in der gleichen Saison 1953/54 an die Weser zurück und blieb dort zwei volle Jahre. Seine Leistung stabilisierte sich, so dass er es auf 70 Oberligaeinsätze brachte, dabei 20 Treffer erzielte und sogar in die westdeutsche B-Auswahl berufen wurde: im März 1955 stürmte er beim 1:1 in Sheffield gegen England auf der Linksaußenposition.
1956 wechselte er dann dauerhaft an die Wupper: der Nachfolger des SSV 04, der Wuppertaler SV, wurde seine neue sportliche Heimat, und „Sonny“ Haase (wie „Sohni“ bei den Blau-Roten nunmehr genannt wurde) spielte über Jahre eine tragende Rolle in dieser Elf. Beim WSV wurde der linksfüßig schießende Stürmer im Lauf der folgenden Jahre zunächst als Außenläufer, später meist als Abwehrspieler eingesetzt, wo er mit seiner Routine eine zentrale Rolle im Mannschaftsgefüge darstellte. Seine Trainer (darunter Willibald Kress, „Zapf“ Gebhardt und Adi Preißler) haben sich stets auf den Mann mit der „hohen Stirn“ verlassen, und er hat deren Vertrauen selten enttäuscht. Seine internationale Karriere endete allerdings nach zwei weiteren Einsätzen in der B-Mannschaft (im November 1956 2:1 in der Schweiz, im März 1957 3:3 gegen Holland) bereits 1957.
In den 1960er Jahren spielte der Wuppertaler SV fast durchweg nur zweitklassig, wurde auch nicht für die neu gebildete Bundesliga berücksichtigt, aber mit dem Wiederaufstieg in die Oberliga West (1962) – wenn auch nur für ein Jahr – und insbesondere dem Erreichen des Halbfinals im DFB-Pokal gegen den Hamburger SV (August 1963) gab es in Erich Haases fußballerischer Laufbahn auch noch wesentliche Höhepunkte.
In der Regionalligasaison 1967/68 ließ „Sohni“/„Sonny“ seine Karriere im Alter von fast 36 Jahren ausklingen. In den Jahren danach betreute er die Amateurmannschaft des WSV, kümmerte sich auch um die Jugendmannschaften, insbesondere die älteren Jahrgänge, und brachte noch manches Talent für die „Erste“ hervor. Mit seiner sachlichen, ruhigen Art, die ihn schon als Spieler ausgezeichnet hatte, konnte er dem Nachwuchs viel von seinen Erfahrungen aus zwei deutschen Ligasystemen weitergeben. Auch wenige Jahre vor seinem Tod im November 2020 war Erich Haase noch regelmäßiger Gast im Stadion am Zoo.

## Stationen
- Turbine Halle (1950 bis 1953; 77 Oberligaeinsätze, 19 Tore; je ein A-, B- und Jugendländerspiel für die DDR)
- Werder Bremen (1953 bis 1956; 70 Oberligaeinsätze, 20 Tore; 1 B-Länderspiel);
- SSV 04 Wuppertal (1953/54, nur kurzzeitiges Gastspiel beim Zweitligisten und Vorgängerverein des 1954 gegründeten Wuppertaler SV)
- Wuppertaler SV (1956–1968; 2 B-Länderspiele 1956 und 1957), davon
  - drei Jahre in der Oberliga West (1956–1958 und 1962/63) mit 72 Einsätzen und 13 Toren
  - vier Jahre in der 2. Liga West (1958–1962)
  - fünf Jahre in der Regionalliga West (1963–1968) mit 85 Einsätzen.